# سفارة تركيا في شمال مقدونيا
سفارة تركيا في شمال مقدونيا هي أرفع تمثيل دبلوماسي لدولة تركيا لدى شمال مقدونيا. تقع السفارة في إسكوبية وهي تهدف لتعزيز المصالح التركية في شمال مقدونيا.

## وصلات خارجية
- قائمة سفارات تركيا
- قائمة السفارات في شمال مقدونيا